# Lusakn
Lusakn là một đô thị thuộc tỉnh Aragatsotn, Armenia. Dân số ước tính năm 2011 là 202 người.